# Арцизский район
Арци́зский райо́н (укр. Арцизький район) — упразднённая административно-территориальная единица на юго-западе Одесской области Украины. Административный центр — город Арциз.

## География
По территории района протекают реки Чага, Когыльник, Киргиж-Китай, Алияга.

## История
Район упразднён 30 декабря 1962 года, восстановлен 8 декабря 1966 года.

## Население и национальный состав
Численность населения района — 44 311 человек, из них городского населения — 14 757 человек, сельского — 29 554 человека.
По данным переписи населения Украины 2001 года распределение населения по родному языку было следующим (в % от общей численности населения):
По Арцизскому району: русский — 42,79 %; болгарский — 33,98 %; украинский — 18,24 %; молдавский — 3,07 %; гагаузский — 0,83 %; греческий — 0,51 %; цыганский — 0,19 %; армянский — 0,10 %; белорусский — 0,05 %; немецкий — 0,02 %; румынский — 0,01 %; венгерский — 0,01 %.

## Административное устройство
Количество советов:
- городских — 1
- сельских — 17

Количество населённых пунктов:
- городов — 1
- сёл — 25
- посёлков — 1

## Населённые пункты
| - гор.Арциз - Василевка - Весёлый Кут - Виноградовка - Вишняки - Вознесенка-Первая - Главани - Делень - Долиновка | - Задунаевка - Зелёная Балка - Каменское - Мирнополье - Надеждовка - Новая Ивановка - Новомирное - Новосёловка - пос.Новохолмское | - Новые Капланы - Островное - Павловка - Плоцк - Прямобалка - Роща - Садовое - Теплица - Холмское |

## Политика
25 мая 2014 года состоялись Президентские выборы на Украине. В рамках Арцизского района было создано 37 избирательных участков. Явка на выборах составила 48,68 % (проголосовали 17426 из 35799 избирателей). Наибольшее количество голосов получил Пётр Порошенко — 38,38 % (6688 избирателей), Сергей Тигипко — 20,26 % (3530 избирателей), Вадим Рабинович — 8,64 % (1506 избирателей), Юлия Тимошенко — 8,45 % (1472 избирателей), Михаил Добкин — 5,93 % (1034 избирателей). Остальные кандидаты набрали меньшее количество голосов. Количество недействительных или испорченных бюллетеней — 2,89 %.
На президентских выборах 2019 года Территориальный избирательный округ № 142 проголосовал за Владимира Зеленского (89,64 % (75 607 избирателей). Пётр Порошенко набрал 8,40 % (7 093 избирателей).

## Экономика
Сельское хозяйство. Площадь угодий составляет 121,9 тыс. га, в том числе 99,1 тыс. га пашни и 6 тыс. га многолетних насаждений. 3 тыс. га пашни орошается. Основные с/х культуры — пшеница, ячмень, подсолнечник, кукуруза. Большое значение имеет виноградарство.

## Транспорт
По территории района проходил автодорога E87.
Курсирует пассажирский поезд Одесса — Измаил и прицепной вагон Одесса — Березино (отцепляется в Арцизе).
С 23 сентября 2016 года курсирует скорый поезд Киев — Измаил через Арциз.